# Cuisery
Cuisery est une commune française située dans le département de Saône-et-Loire, en région Bourgogne-Franche-Comté.
La présence proche de l'autoroute A6 et de nombreux autres voies de communications routières rendent la commune très accessible depuis l'ensemble du territoire français.
Cuisery se situe dans la petite région touristique dénommée la Bresse louhannaise correspondant administrativement à l'arrondissement de Louhans, mais aussi aux limites méridionales des parlers d’oïl. Les patois de cette partie du val de Saône sont très influencés par les dialectes franco-provençaux. Le bourg de Cuisery fut jusqu'au XVIIe siècle un poste frontière entre le duché de Bourgogne et le duché de Savoie, puis, après le rattachement du duché de Charles le téméraire au royaume, entre la France et le duché de Savoie.
En 1999, le village de Cuisery, à l'initiative d'amoureux du livre, et avec le soutien de la municipalité, fut déclaré « village du livre » lançant, par la même occasion, une association promouvant cette action et en incitant des professionnels du livre à venir s'installer dans de nombreuses boutiques de la commune, souvent abandonnés par ses anciens petits commerçants
Cuisery fut la ville-siège de la communauté de communes Saône, Seille, Sâne, créée le 1er janvier 2014. Ses habitants se dénomment les Cuiserotain(e)s.

## Géographie

### Situation

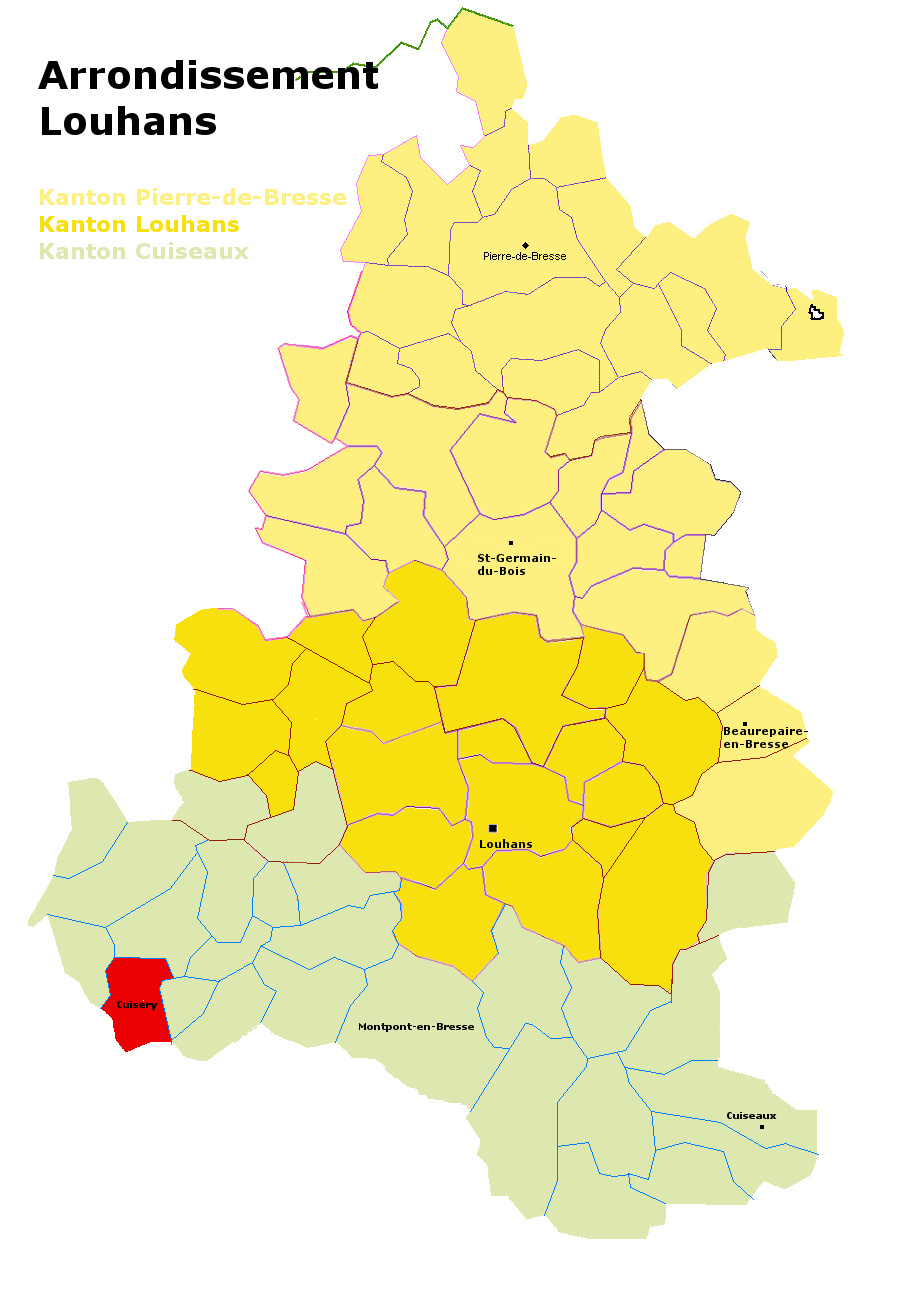
Situation de Cuisery dans l'arrondissement de Louhans.

Le territoire communal de Cuisery se situe dans le centre est de la France, au sud du département de Saône-et-Loire, dans l'arrondissement de Louhans. Celui-ci est également très proche des limites septentrionales du département de l'Ain et de la région Auvergne-Rhône-Alpes, dont il n'est séparé que par le territoire de la commune voisine de Ratenelle.
Cuisery (mairie) est située à environ 104 km de Dijon, 113 km de Lyon, 224 km de Grenoble, 403 km de Strasbourg, 424 km de Marseille, 599 km de Lille, 641 km de Bordeaux, 919 km de Brest et 372 km de Paris. La commune est située à 36 km de sa préfecture, Mâcon et à 20 km de sa sous-préfecture, Louhans.
La cité appartient à la région historique et touristique de la Bresse louhannaise qui est une région à forte identité rurale, marqué historiquement par un patois, dénommé le bressan, qui est très marqué et encore assez pratiqué dans les fermes. Cette partie de la Bourgogne méridionale est située entre la Saône à l'ouest et les premiers rebords du plateau jurassien, dénommé Revermont à l'est.
Ce territoire se situe également à proximité des grands axes autoroutiers, entre l’A39 qui forme l'axe Dijon/Dole/Lyon et l’A6 qui correspond à l'axe Paris - Tournus - Lyon et entre les pôles urbains de Mâcon et de Lons-le-Saunier.

### Description
Le bourg central de Cuisery a gardé ses vieilles rues médiévales et celui-ci occupe un petit promontoire, configuration du relief assez rare sur ce secteur oriental du Val de Saône. Cette colline domine la basse vallée de la Seille, rivière navigable depuis Louhans, jusqu'à La Truchère ou se situe son confluent avec la Saône. Cette situation en légère altitude du bourg central permet de découvrir, vers l'est, une vue imprenable sur la plaine de la Bresse jusqu'aux contreforts des monts du Jura. Le territoire communal s'étend sur de plus de 1 120 hectares avec de nombreuses zones rurales encore riches en patrimoine forestier et faunistique.

Quelques images de Cuisery
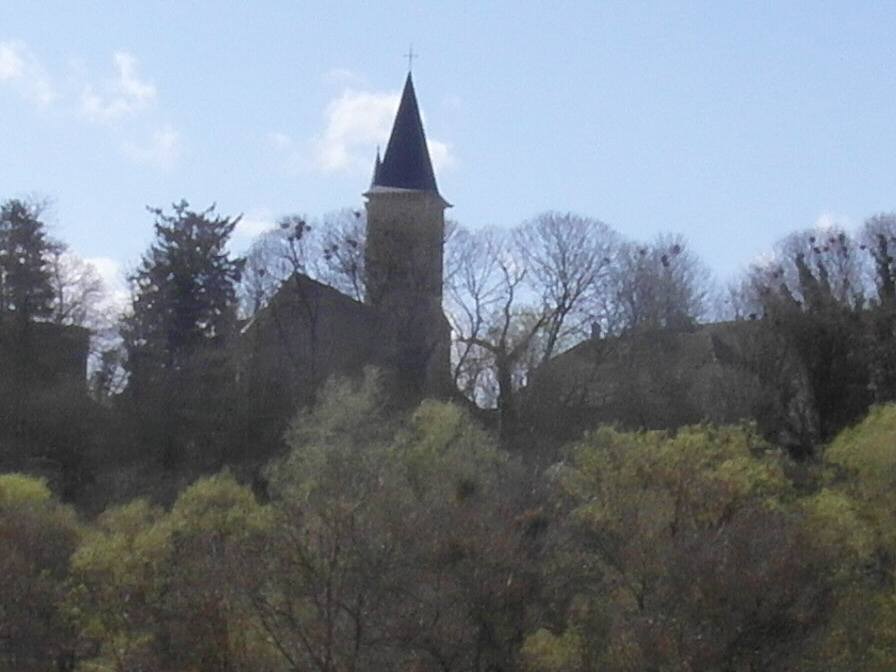
Cuisery depuis les berges de la Seille.
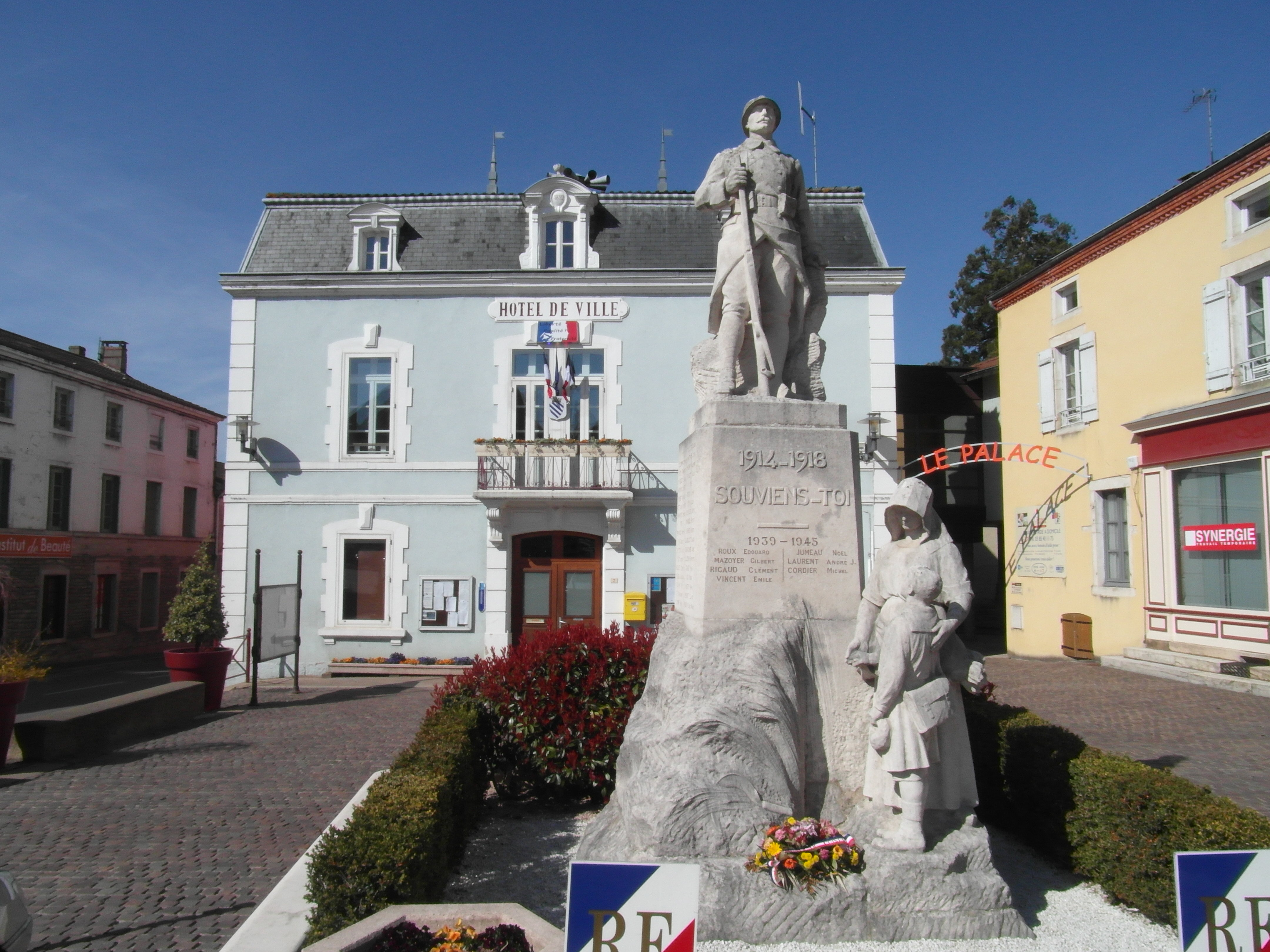
Place d'Armes à Cuisery.
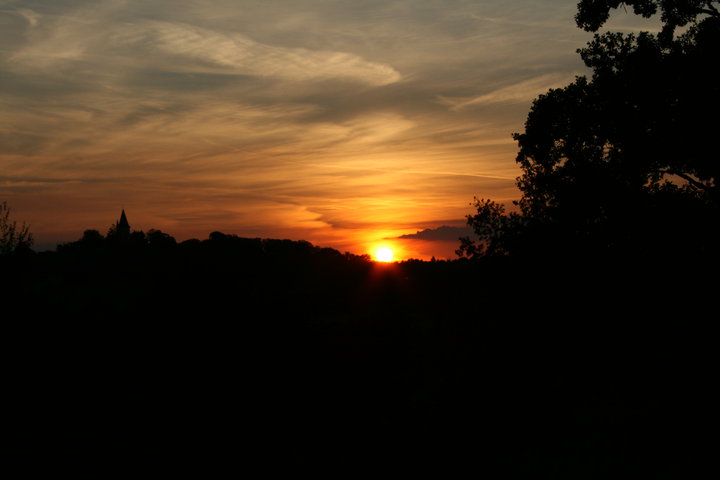
Cuisery depuis Brienne au coucher du Soleil.

### Géologie et relief
Cuisery se situe dans la plaine de la Bresse, comprise entre la Saône à l'ouest, le Doubs au nord, le massif du Jura à l'est, et la Dombes au sud. L'altitude de la commune varie entre 172 m dans la vallée de la Seille et 210 à 213 m sur les zones de plateaux, où se situent une partie du bourg et le hameau de Fontaine Couverte.
La Bresse correspond à la partie centrale du fossé bressan. Il s'agit d'un vaste fossé d'effondrement, datant de l'Oligocène et formé par distension lors la formation de la chaîne des Alpes. Ce bassin qui fut un lac s'est rempli progressivement d'alluvions et de colluvions à la fin du Cénozoïque et durant le Quaternaire.
Les flancs de la butte supportant le bourg de Cuisery sont constitués par la formation pliocène des marnes de Bresse dans sa partie sud, et dans sa partie nord par les sables de Ternant. La vallée de la Seille est quant à elle constituée d'alluvions. Les plateaux situés à environ 210 m d'altitude sont constitués de cailloutis, de sables et de lœss. Enfin, le sous-sol de la partie nord de la commune est constitué par des limons (niveau d'altitude de 195–200 m) et par les sables de Chagny.

### Hydrographie

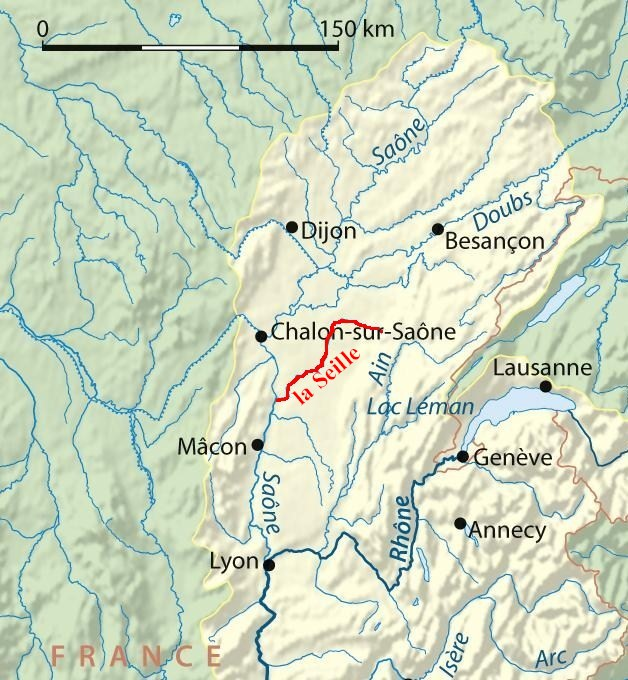
Le cours de la Seille.

Le principal cours d'eau de la commune est un affluent de la Saône, dénommée la Seille. La commune compte également deux étangs notables, celui de Ganay et celui du bois.

#### La Seille

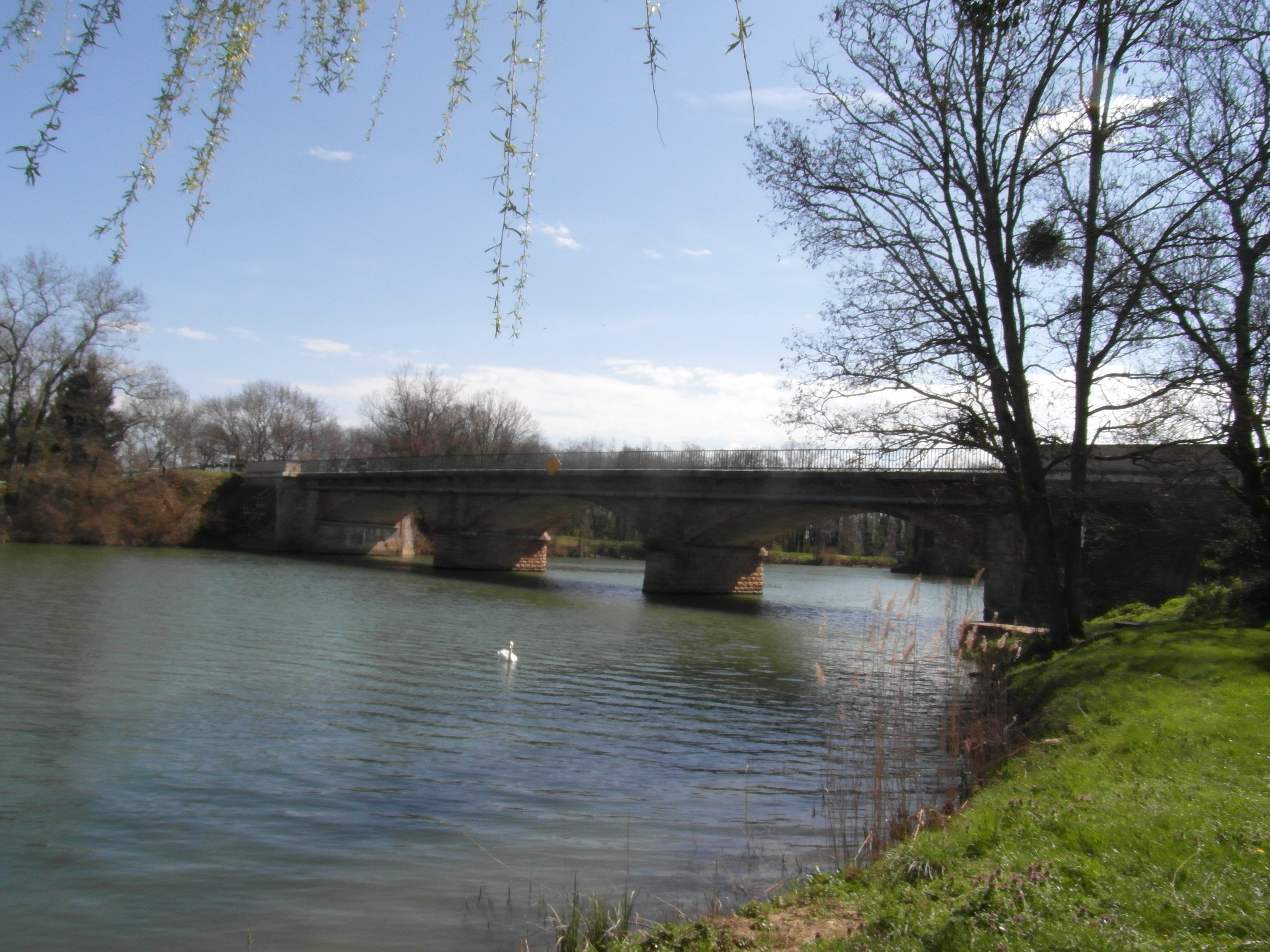
Le pont sur la Seille.

La Seille est une rivière française navigable qui longe la limite orientale de la commune en la séparant principalement avec la commune de Brienne.
La Seille, longue de 100 km est dans son cours inférieur, soumis lui aussi à des crues importantes, est navigable sur 39 kilomètres de Louhans à La Truchère, en passant par Cuisery. On peut notamment y voir des silures qui colonisent la rivière depuis les années soixante et qui atteignent parfois une taille impressionnante.
La canalisation de la Seille a été réalisée par Émiland Gauthey, ingénieur civil et architecte des États de Bourgogne à la fin du XVIIIe siècle. Quatre écluses de 30 m sur six ponctuent alors son cours. À la fin du XIXe siècle, la première, à La Truchère, est seule portée au gabarit Freycinet. La Seille ne connait plus aucune navigation marchande et est entièrement dévolue à la plaisance.

#### Les étangs
La commune abrite deux étangs enregistrés sur le site du système d'information sur l'eau Rhin-Meuse (SIERM). Il s'agit de l'étang de Ganay, propriété privée d'une superficie de 4 hectares et de l'étang du Bois.

### Climat
Pour des articles plus généraux, voir Climat de la Bourgogne-Franche-Comté et Climat de Saône-et-Loire.
En 2010, le climat de la commune est de type climat océanique dégradé des plaines du Centre et du Nord, selon une étude du Centre national de la recherche scientifique s'appuyant sur une série de données couvrant la période 1971-2000. En 2020, Météo-France publie une typologie des climats de la France métropolitaine dans laquelle la commune est exposée à un climat semi-continental et est dans la région climatique  Bourgogne, vallée de la Saône, caractérisée par un bon ensoleillement (1 900 h/an), un été chaud (18,5 °C), un air sec au printemps et en été et des vents faibles. 
Pour la période 1971-2000, la température annuelle moyenne est de 11,5 °C, avec une amplitude thermique annuelle de 18,3 °C. Le cumul annuel moyen de précipitations est de 921 mm, avec 11 jours de précipitations en janvier et 7,5 jours en juillet. Pour la période 1991-2020, la température moyenne annuelle observée sur la station météorologique de Météo-France la plus proche, « Romenay », sur la commune de Romenay à 8 km à vol d'oiseau, est de 11,8 °C et le cumul annuel moyen de précipitations est de 983,9 mm. 
La température maximale relevée sur cette station est de 40,7 °C, atteinte le 12 août 2003 ; la température minimale est de −19,5 °C, atteinte le 17 janvier 1985,,. 
Les paramètres climatiques de la commune ont été estimés pour le milieu du siècle (2041-2070) selon différents scénarios d'émission de gaz à effet de serre à partir des nouvelles projections climatiques de référence DRIAS-2020. Ils sont consultables sur un site dédié publié par Météo-France en novembre 2022.

### Voies de communications

#### Les voies routières

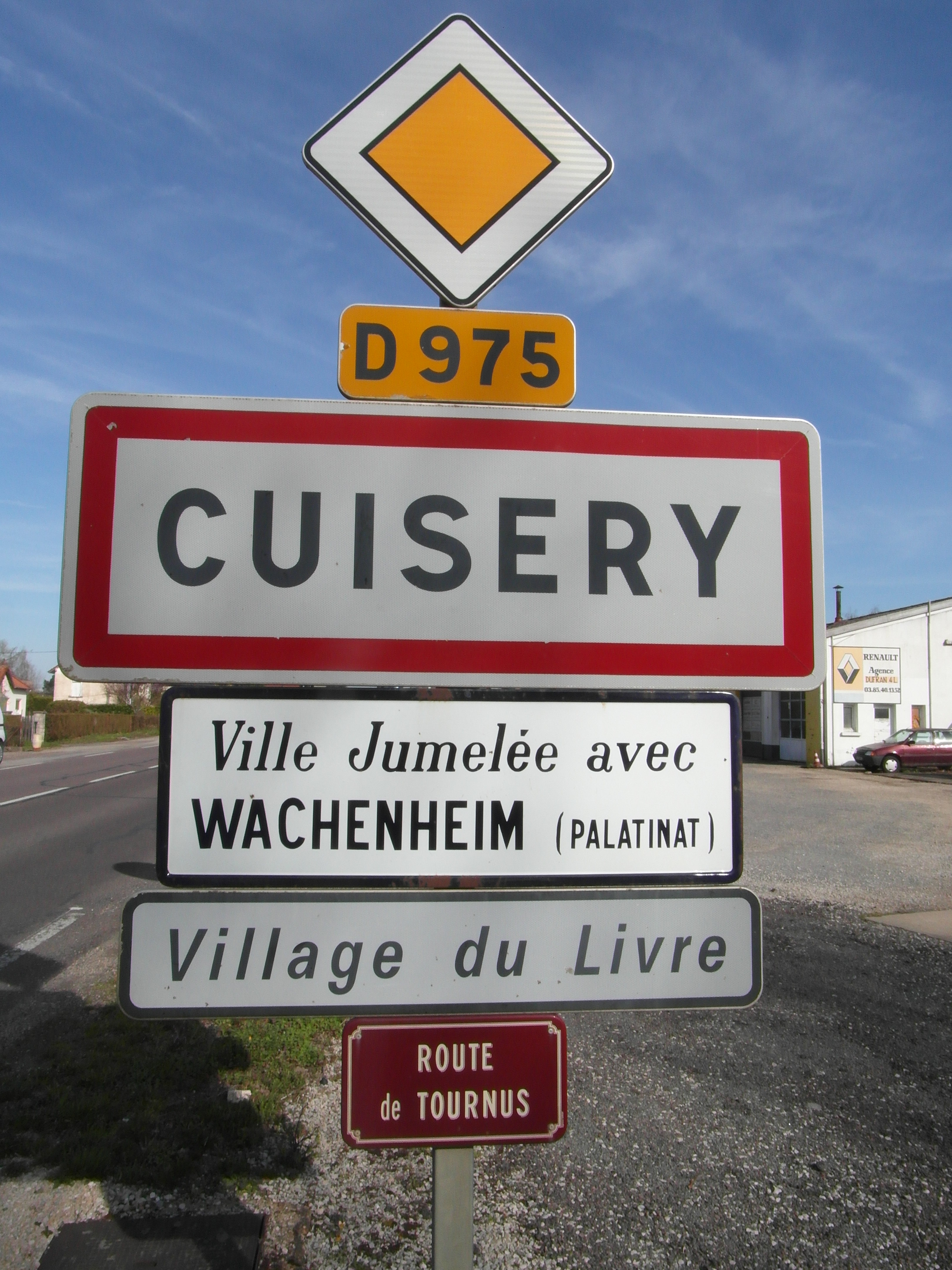
Panneau routier à l'entrée de Cuisery.

Le territoire communal est traversé d'est en ouest par la route départementale no 975 (D 975) et du nord vers le sud par la route départementale no 933 (D 933)

##### La route départementale 975 (ex-RN 75)
La route nationale 75, était la dénomination de la grande route qui traversait Cuisery à sa création en 1824. Cette route a toujours été dénommée, « route de Tournus » à l'ouest de la mairie et « route de Bourg-en-Bresse », à l'est de celle-ci.
Dans un sens plus large, cette route commençait autrefois à l'ancien pont sur la Saône et fut longtemps dénommée « Route des Alpes » (nom qu'elle porte d'ailleurs de façon officielle sur le territoire de Lacrost, première commune traversée).
Historiquement, cette route reliait de Chalon-sur-Saône par Tournus à Grenoble, puis au Trièves et fut prolongée à plusieurs reprises après 1824 : jusqu'à Aspres-sur-Buëch de 1824 à 1842, puis à Serres jusqu'en 1950 et enfin jusqu'à Sisteron jusqu'en 2006 avant que cette route nationale soit déclassée dans son intégralité à la suite de la réforme de 2005, et sa gestion est confiée aux départements traversés. Un site internet bien documenté présente l'histoire de cette route mythique
Toutefois, dans le département de Saône-et-Loire, cette route avait déjà été déclassée en 1972, en route départementale 975 (RD 975), lors d'une première réforme.

##### La route départementale 933 (ex-RN 433)
La route nationale française 433 était une route nationale française reliant Saint-Germain-du-Plain, près de Chalon-sur-Saône à Lyon en suivant la vallée de la Saône. Cette route a toujours été dénommée, « route de Simandre » au nord de son carrefour avec la RD 975, et « route de Pont de Vaux », au sud de celle-ci.
À la suite de la réforme de 1972, la RN 433 a été déclassée en route départementale 933 dans le département de Saône-et-Loire.

### Modes de transport
Routier
Cuisery est desservie par la ligne 11 du réseau Buscéphale qui est le réseau de transport interurbain du département de Saône-et-Loire.
| Ligne | Parcours                          |
| ----- | --------------------------------- |
| 11    | Gare de Louhans ↔ Gare de Tournus |

Ferroviaire
La gare de Tournus est située sur la commune voisine distante de 8 km. Cette dernière est desservie par la ligne de Paris-Lyon à Marseille-Saint-Charles et les cars départementaux.
Aérien

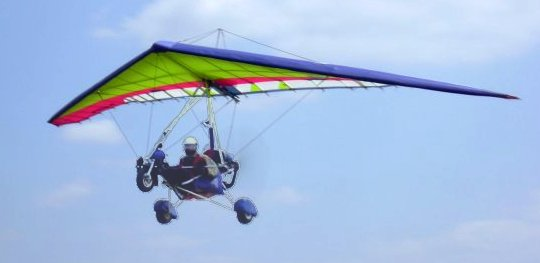
ULM Pendulaire.

L'aérodrome de Tournus-Cuisery est mitoyen aux communes de Cuisery et de L'Abergement-de-Cuisery. D'une surface modeste, cet aérodrome est situé en bordure de la route départementale 975, dite route de Tournus, en direction du cours d'eau de la Saône depuis le centre du Bourg. Ce petit aérodrome accueille notamment un aéro-club et une école professionnelle d'ULM dénommé « Altimage ULM » offrant les prestations de classe 2 dite « pendulaire », de baptêmes de l'air au-dessus de la région naturelle du Val de Saône et d'opérations de photographies aériennes.
Durant l'été 2016, l'association « Aérauto Classic Tournus » organise un rassemblement d'avions et d'automobiles anciennes de collection,.

## Urbanisme

### Typologie
Au 1er janvier 2024, Cuisery est catégorisée commune rurale à habitat dispersé, selon la nouvelle grille communale de densité à sept niveaux définie par l'Insee en 2022.
Elle est située hors unité urbaine et hors attraction des villes,.

### Occupation des sols
L'occupation des sols de la commune, telle qu'elle ressort de la base de données européenne d’occupation biophysique des sols Corine Land Cover (CLC), est marquée par l'importance des territoires agricoles (61,4 % en 2018), en diminution par rapport à 1990 (69,1 %). La répartition détaillée en 2018 est la suivante : terres arables (22,8 %), zones agricoles hétérogènes (19,4 %), prairies (19,2 %), forêts (15,2 %), zones urbanisées (10,4 %), milieux à végétation arbustive et/ou herbacée (6,3 %), zones industrielles ou commerciales et réseaux de communication (4,1 %), espaces verts artificialisés, non agricoles (2,7 %). L'évolution de l’occupation des sols de la commune et de ses infrastructures peut être observée sur les différentes représentations cartographiques du territoire : la carte de Cassini (XVIIIe siècle), la carte d'état-major (1820-1866) et les cartes ou photos aériennes de l'IGN pour la période actuelle (1950 à aujourd'hui).

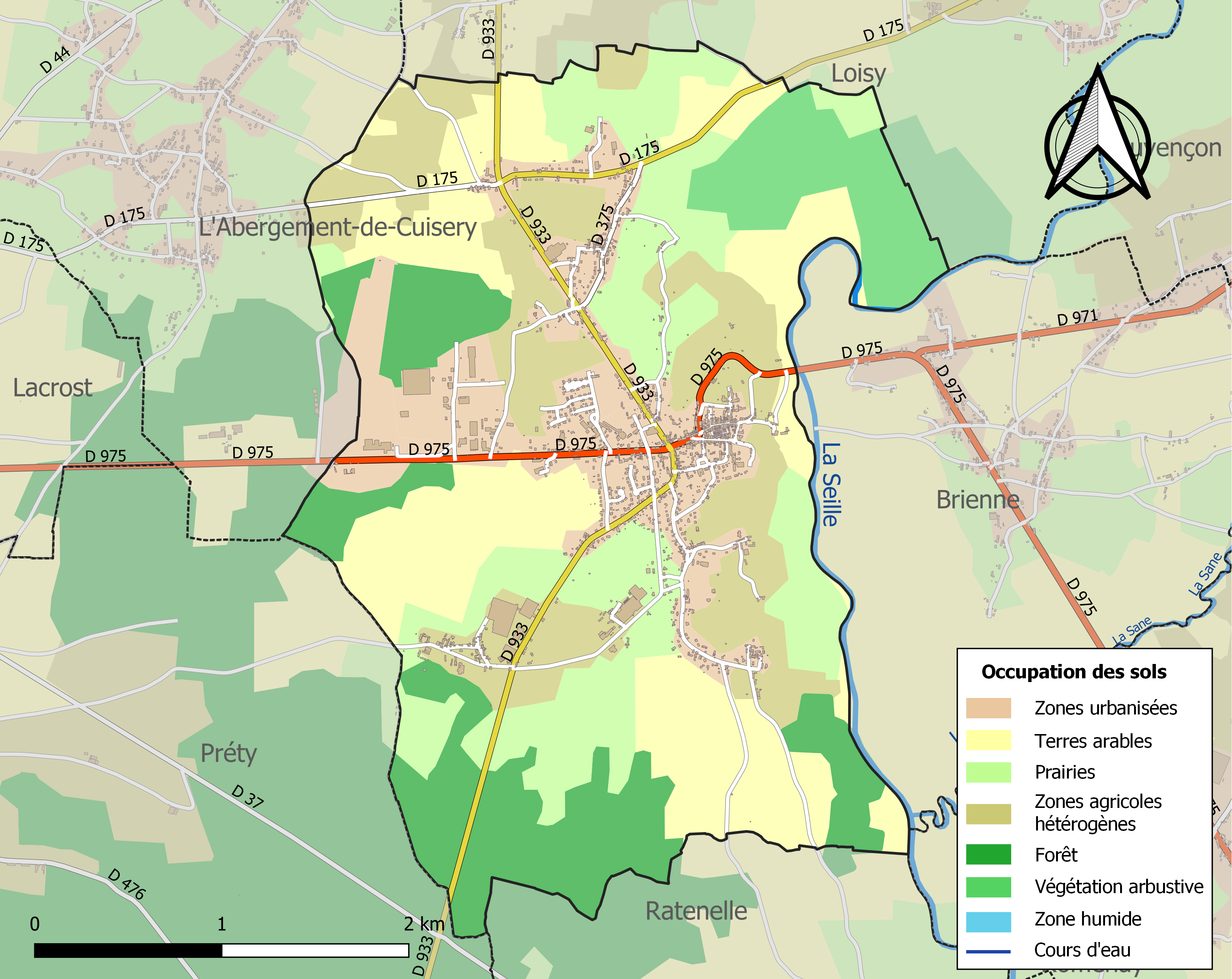
Carte des infrastructures et de l'occupation des sols de la commune en 2018 (CLC).
- Plan de la commune de Cuisery.

### Morphologie urbaine

#### Logements
Il y avait en 2007, 863 logements recensés sur le territoire de Cuisery dont 697 résidences principales, 75 résidences secondaires et 90 logements vacants.

### Plan local d'urbanisme
À la suite d'une enquête publique, le conseil municipal ayant délibéré et donner son approbation à l'unanimité, le 28 mars 2011, un nouveau plan local d'urbanisme a été définitivement mis en place le 1er août 2014. Il s'agissait, alors, pour la municipalité d’avancer sur un projet d’aménagement et de développement durable de la commune rendu obligatoire par la loi et de définir à long terme les besoins en matière de développement économique, d’aménagement de l’espace, d’environnement, ainsi que de repenser l’organisation générale des zones d'habitations en tenant compte des réseaux et des implantations des entreprises.
Le territoire municipal a ainsi été découpé en seize zones distinctes, dont un secteur urbain ancien correspondant au bourg historique et d'autres secteurs, eux aussi urbains et comprenant les faubourgs, la zone pavillonnaire, les hameaux, un secteur réservé aux aménagements et utilisation du sol liés à des équipements collectifs ou à l'aire d'accueil des gens du voyage, un secteur réservé aux aménagements et utilisation du sol liés au camping et au caravaning, un secteur réservé aux aménagements et utilisation du sol liés à des équipements collectifs médico ou médico-sociaux, une zone d'activités à vocation industrielle, artisanale et commerciale, un secteur pour hôtellerie et restauration, un secteur ou seuls, les aires de stationnements pour véhicules seront autorisés, des zones de développement à vocation d'habitat à court terme, des zones de développement à vocation d'habitat à long terme, une zone agricole protégée, une zone naturelle, un secteur dans lequel sont admis les aménagements l'extension mesurée des constructions existantes et la construction d'annexe, une zone naturelle destinée à accueillir des équipements touristiques, des emplacements réservés et des espaces paysagés et boisés.

### Hameaux de la commune
Voici, ci-dessous, la liste la plus complète possible des divers hameaux, quartiers et lieux-dits résidentiels urbains comme ruraux qui composent le territoire de la commune de Cuisery, présentés selon les références toponymiques fournies par le site géoportail de l'Institut géographique national.
Les hameaux et les lieux-dits qui sont situés au nord du bourg central :
| - la Chaux - la Fontenelle - la Pommeraye - la Mare Balay | - l'Echanay - Champ Boursier - Croix Bouilloud - le Colombier. |

Les hameaux et les lieux-dits qui sont situés au sud du bourg  central :
| - Montrevost - Fontaine Couverte | - Quart Guinet |

### Risques naturels et technologiques

#### Risques sismiques
La totalité du territoire de la commune de Cuisery est situé en zone de sismicité no 2 (sur une échelle de 1 à 5), comme la plupart des communes de son secteur géographique.
| Type de zone | Niveau            | Définitions (bâtiment à risque normal) |
| ------------ | ----------------- | -------------------------------------- |
| Zone 2       | Sismicité modérée | accélération = 0,84 m/s2               |

## Toponymie
La première mention du nom de Cuisery remonte à l'année 1119, et celle-ci nous indique une appellation de l'église sous le nom de [Quoi ?]»  qui est une dénomination latine correspondant au patronyme Casurius, qui selon le toponymiste Ernest Nègre devait correspondre au maître des lieux à l'époque gallo-romaine, sous entendant que le secteur devait être occupé par une villa romaine.
En 1236, la paroisse est dénommée Castellania de Cusyriaco, puis Ecclesia de Cusereyo en 1362. Les dénominations suivantes furent  Cuiserey en 1442, Cuzery en 1551, puis, enfin, Cuissery, alias Cuisery en 1666.

## Histoire

### Préhistoire
Durant l'ère tertiaire, la Bresse occupait la partie centrale de ce qui était un immense lac qui s'étendait du sud des Vosges au nord du Massif du Vercors. celui-ci  se déversait vers la mer Méditerranée au sud de ce qui est aujourd’hui la ville de Valence, près du confluent de la Drôme avec le Rhône. Le verrou glaciaire formé par les monts du Vivarais et du Tricastin jouait le rôle de plan d’eau régulant le niveau de ce lac. Vers le milieu de l'ère tertiaire, à l’oligocène et au miocène, de vastes mouvements géologiques provoquèrent l’écoulement des eaux vers le sud et l’assèchement progressif de ce lac bressan. Le sol humide et marécageux fut propice à un boisement important, les résidus alluvionnaires importants charriés par les cours d’eau nombreux ayant considérablement enrichi un environnement plutôt pauvre et imperméable. C’est probablement ainsi que se constitua ce que, bien plus tard, les Romains appelèrent « Saltus Brixiensis » ou « Brixia » de ce qu'on peut nommer l'ancienne forêt bressane. C'est durant cette période forestière que les premiers hommes firent leur apparition.

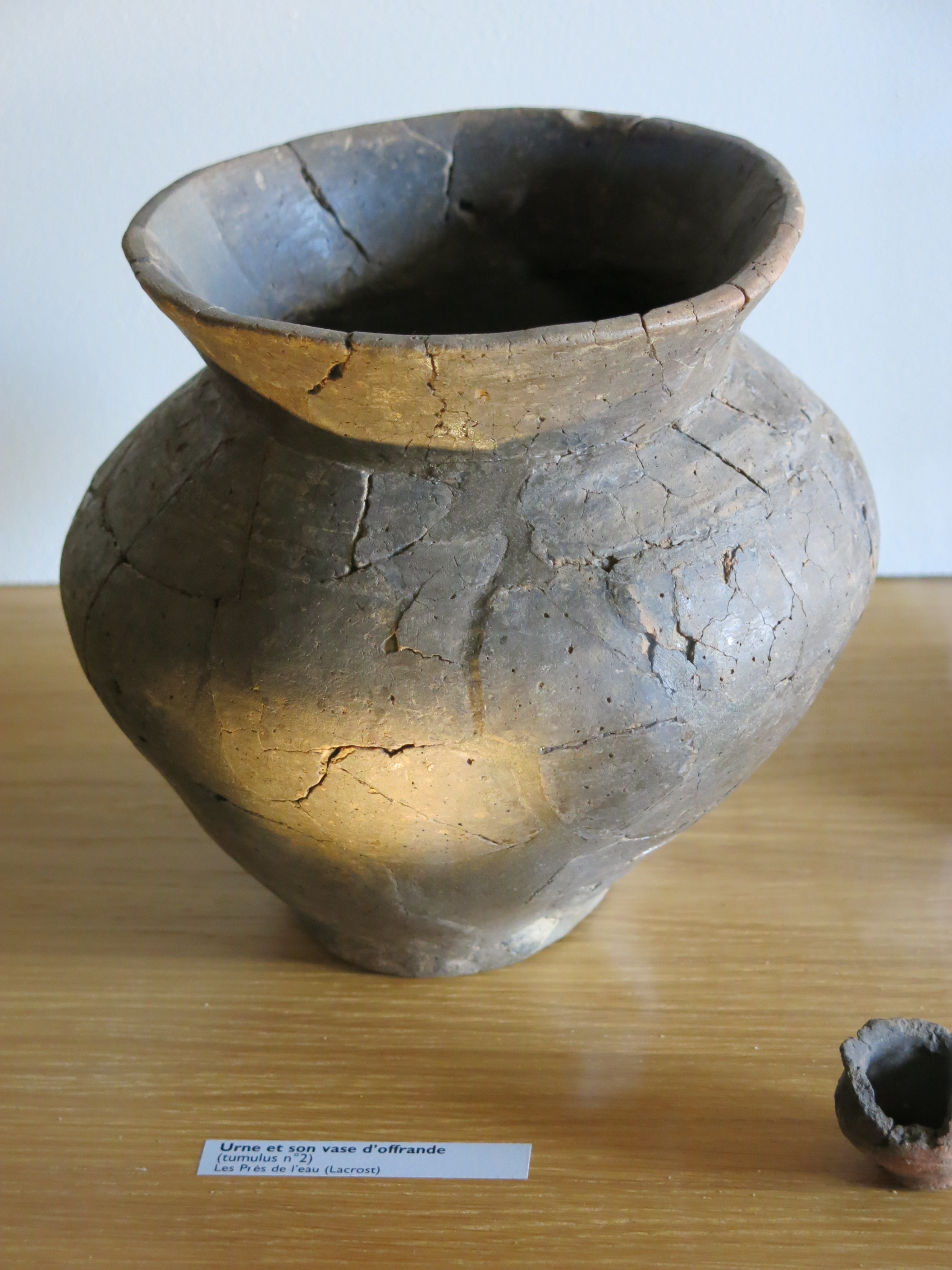
Poterie provenant de la nécropole de Lacrost.

Situé non loin de Cuisery, sur le territoire de la commune de Lacrost, La nécropole des Près-de-l'Eau présente une quarantaine de tumuli où ont été trouvés des silex taillés de l'époque néolithique et une pointe de flèche datant de la fin de l'âge de la pierre polie vers 2500 av. J.-C.
D'autres nécropoles se trouvent aux environs, au lieu-dit les Varennes toujours sur la commune de Lacrost, mais aussi à Ormes - Simandre et au nord du lit de la rivière Seille.

### Antiquité
La Bresse louhanaise à laquelle appartient le territoire de Cuisery se situait aux limites des territoires de plusieurs peuples gaulois, le principal peuple de cette région de la Gaule étant les Éduens qui occupait le territoire actuel de la Bourgogne. Les Ambarres, un autre peuple client de la confédération éduenne se situait, quant à lui sur le territoire actuel de l'Ain. Les Séquanes, un peuple opposé au Éduens, s'établissait dans le territoire de la Franche-Comté et du nord de la Bresse actuels.

### Moyen Âge

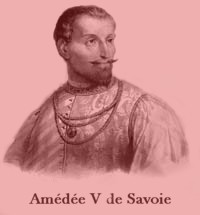
Amédée V de Savoie, reçoit par dot la Bresse.

Dès le XIe siècle, les sires de Bagé, puissants seigneurs de la région furent les châtelains de Cuisery. En 1272, à la suite du mariage de Sibylle demoiselle de Bagé avec Amédée V de Savoie, la ville devient savoyarde, mais en 1289, elle redevient la propriété du duc de Bourgogne, à la suite d'un échange de terres avec le comte de Savoie.
Par acte daté de juin 1362 à Royallieu près de Compiègne, le roi Jean se reconnaît redevable de 35 000 florins envers l'avide Arnaud de Cervole dit l'Archiprêtre qui en réclamait 100 000 et lui donne en gage son château de Cuisery.
Au Moyen Âge, la ville dispose d'un atelier de frappe de monnaie.
La ville devient française en 1477, à la suite du rattachement du duché de Bourgogne à la couronne de France. La cité reste une ville frontière pendant deux siècles. Le rattachement de la Bresse et du Bugey à la France en 1601 modifie ce statut et la petite ville deviendra une localité prospère de la Bresse louhannaise.

### Les Temps modernes
Le 28 septembre 1652, les habitants étaient dans les vignes pour les vendanges et le pont-levis était baissé. Une troupe de soudards au service de la Fronde et provenant de Seurre pénétra dans la ville et commit beaucoup de crimes et d'exactions.

### L'époque contemporaine

#### LeXXesiècleet leXXIesiècle

##### Durant la seconde Guerre mondiale: Cuisery martyr
Le 24 aout 1944, le maquis local décida d'empêcher le déplacement de Louhans à Tournus d'une colonne allemande constituée par diverses unités. Un groupe d'une vingtaine de résistants après avoir fait faire des tranchées sur chaque cotés du pont sur la Seille par les habitants du village, prirent position à flanc de colline face à la route et en surplomb. Ce groupe ouvrit le feu sur la colonne à son arrivée.
Après un tir de mortier les allemands pénétrèrent dans la ville et deux par deux cherchèrent des hommes pour aller prendre des matériaux dans une scierie pour boucher les tranchées.
Au cours de leurs investigations, les allemands abattirent 11 civils innocents, et 2 maquisards (plusieurs autres furent blessés par les tirs de mortier).

##### Après 1945
En 1997, les commerces baissaient leur rideau les uns après les autres. Les écoles désemplissaient. La poste menaçait de fermer. Afin de sauver sa cité, le notaire Paul Perrault, également conseiller général de Saône-et-Loire, décida de créer le centre Éden, consacré à la biodiversité. Il envisageait un pôle culturel en grand, avec un musée sur la faune et la flore bourguignonne et un planétarium. Il restait un problème : afin de se rendre au musée depuis le parking, le visiteur devait passer par la grande rue, réduite à un alignement de boutiques vides et délabrées. L'homme, amoureux de littérature, subventionna la rénovation des échoppes, à condition que s'y installent des métiers du livre. « Le livre à venir » emménagea dans la supérette, « Regards », dans le magasin de meubles, et l'espace Gutenberg à la place de l'épicerie.
En 2012, Cuisery compte 17 librairies spécialisées. À chacun son domaine. La spéléologie pour Jacques Bouvard (« La Découverte »), la science-fiction pour l'ex-postier isérois Pierre Charlin (« Populire »), la spiritualité (« L'Athanor ») pour Sébastien Berteloot, ex-professeur d'arts martiaux à Valenciennes.

### Héraldique
| Blason | Blasonnement : « D'argent à quatre barres d'azur. » |

## Politique et administration

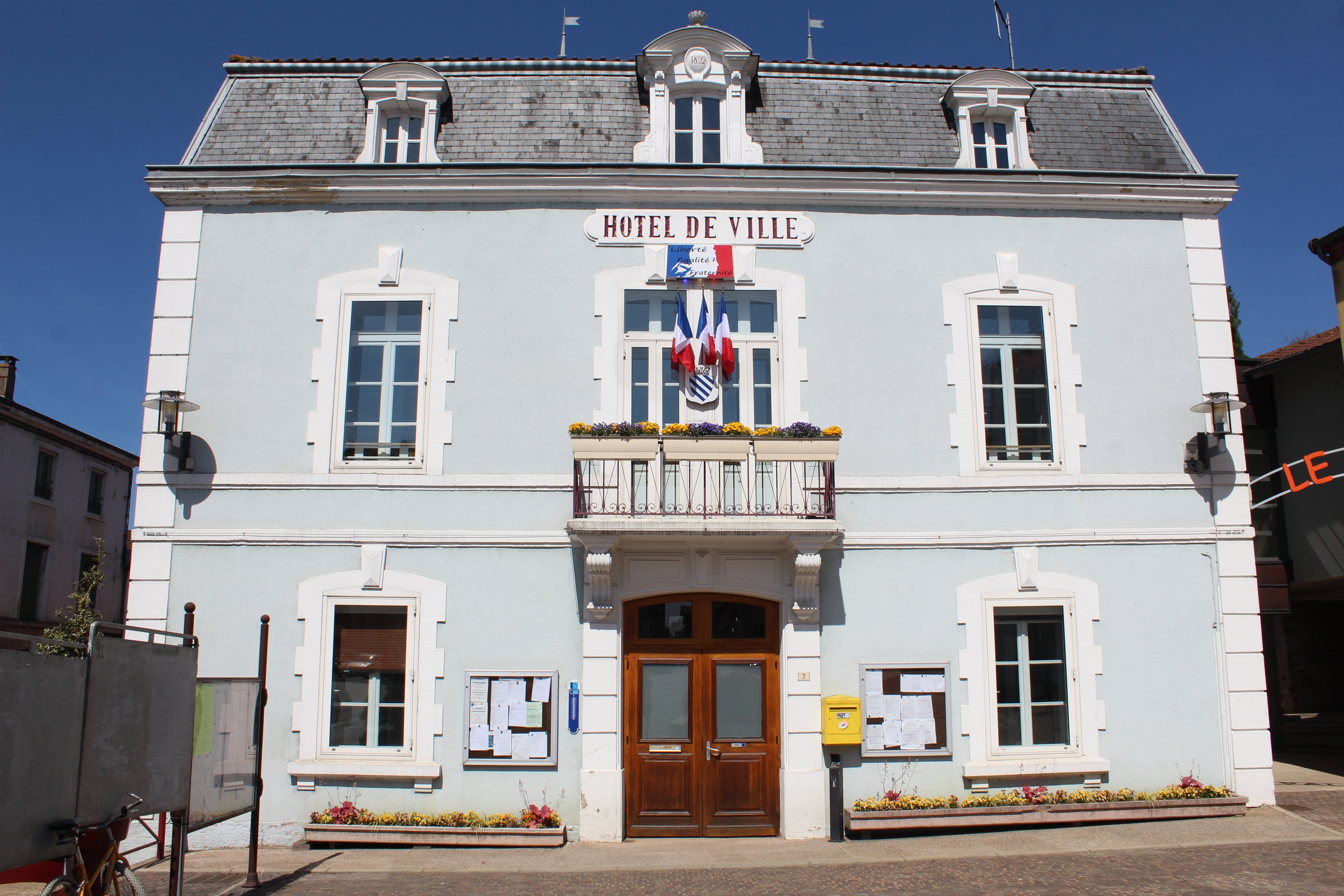
Mairie de Cuisery.

### Administration municipale
En 2018, le conseil municipal compte dix neuf membres dont neuf femmes et dix hommes. Cette assemblée est composée d'un maire, de cinq adjoints au maire et treize conseillers municipaux.
Le conseil comprend plusieurs commissions : sports, culture, loisirs, tourisme / affaires financières, affaires économiques / voirie et réseaux, travaux et bâtiments / urbanisme, communication, environnement et sécurité / Affaires sociales, enfance et affaires scolaires.

### Tendances politiques et résultats

#### Élections présidentielles
Le village de Cuisery place en tête à l'issue du premier tour de l'élection présidentielle française de 2017, Marine Le Pen (RN) avec 23,85 % des suffrages. Mais lors du second tour, Emmanuel Macron (LaREM) est en tête avec 61,94 %.

#### Élections législatives
Le village de Cuisery faisant partie de la quatrième circonscription de Saône-et-Loire, place lors du 1er tour des élections législatives françaises de 2017, Catherine Gabrelle (LREM) avec 26,82 % des suffrages. Mais lors du second tour, il s'agit de Cécile Untermaier (PS) qui arrive en tête avec 52,49 % des suffrages.
Lors du 1er tour des Élections législatives françaises de 2022, Cécile Untermaier (PS), députée sortante, arrive en tête avec 39,27 % des suffrages comme lors du second tour, avec cette fois-ci, 65,90 % des suffrages.

#### Élections régionales
Le village de Cuisery place la liste « Notre Région Par Cœur » menée par Marie-Guite Dufay, présidente sortante (PS) en tête, dès le 1er tour des élections régionales de 2021 en Bourgogne-Franche-Comté, avec 26,69 % des suffrages. Lors du second tour, les habitants décideront de placer de nouveau la liste de « Notre Région Par Cœur » menée par Marie-Guite Dufay, présidente sortante (PS) en tête, avec cette fois-ci, près de 39,89 % des suffrages. Devant les autres listes menées par Gilles Platret (LR) en seconde position avec 30,33 %, Julien Odoul (RN), troisième avec 20,77 % et en dernière position celle de Denis Thuriot (LaREM) avec 9,02 %. Il est important de souligner une abstention record lors de ces élections qui n'ont pas épargné Le village de Cuisery avec lors du premier tour 68,55 % d'abstention et au second, 66,13 %.

#### Élections départementales
Le village de Cuisery faisant partie du canton de Cuiseaux place le binôme de Frédéric Cannard (DVG) et Sylvie Chambriat (DVG), en tête, dès le 1er tour des élections départementales de 2021 en Saône-et-Loire avec 47,16 % des suffrages. Lors du second tour, les habitants décideront de placer de nouveau le binôme de Frédéric Cannard (DVG) et Sylvie Chambriat (DVG), en tête, avec cette fois-ci, près de 57,51 % des suffrages. Devant l'autre binôme menée par Sébastien Fierimonte (DIV) et Carole Rivoire-Jacquinot (DIV) qui obtient 42,49 %. Il est important de souligner une abstention record lors de ces élections qui n'ont pas épargné le village de Cuisery avec lors du premier tour 68,46 % d'abstention et au second, 66,04 %.

### Liste des maires
| Période                                  | Période   | Identité        | Étiquette | Qualité                    |
| ---------------------------------------- | --------- | --------------- | --------- | -------------------------- |
| mars 1965                                | juin 1995 | Yves Uny        | PS        | Pharmacien                 |
| juin 1995                                | juin 2007 | Michel Faivre   |           | Entrepreneur de maçonnerie |
| juin 2007                                | mars 2008 | Pierre Ferrier  |           | Vétérinaire en retraite    |
| mars 2008                                | 2020      | Jean-Marc Lehré | DVD       | Retraité de l'enseignement |
| Les données manquantes sont à compléter. |           |                 |           |                            |

### Jumelages
Cuisery figure parmi les quinze premières communes de Saône-et-Loire à avoir établi – puis officialisé – des liens d'amitié avec une localité étrangère.
Cuisery est jumelée avec une ville allemande :
- Wachenheim (Pfrimm) (Allemagne) (voir (de) Wachenheim).

## Population et Société

### Démographie
L'évolution du nombre d'habitants est connue à travers les recensements de la population effectués dans la commune depuis 1793. Pour les communes de moins de 10 000 habitants, une enquête de recensement portant sur toute la population est réalisée tous les cinq ans, les populations de référence des années intermédiaires étant quant à elles estimées par interpolation ou extrapolation. Pour la commune, le premier recensement exhaustif entrant dans le cadre du nouveau dispositif a été réalisé en 2005.

En 2022, la commune comptait 1 580 habitants, en évolution de +2,2 % par rapport à 2016 (Saône-et-Loire : −1,06 %, France hors Mayotte : +2,11 %).
| 1793  | 1800  | 1806  | 1821  | 1831  | 1836  | 1841  | 1846  | 1851  |
| ----- | ----- | ----- | ----- | ----- | ----- | ----- | ----- | ----- |
| 1 418 | 1 301 | 1 294 | 1 625 | 1 704 | 1 658 | 1 758 | 1 695 | 1 745 |

| 1856  | 1861  | 1866  | 1872  | 1876  | 1881  | 1886  | 1891  | 1896  |
| ----- | ----- | ----- | ----- | ----- | ----- | ----- | ----- | ----- |
| 1 704 | 1 600 | 1 586 | 1 591 | 1 666 | 1 734 | 1 767 | 1 670 | 1 563 |

| 1901  | 1906  | 1911  | 1921  | 1926  | 1931  | 1936  | 1946  | 1954  |
| ----- | ----- | ----- | ----- | ----- | ----- | ----- | ----- | ----- |
| 1 535 | 1 598 | 1 621 | 1 509 | 1 554 | 1 531 | 1 556 | 1 441 | 1 365 |

| 1962  | 1968  | 1975  | 1982  | 1990  | 1999  | 2005  | 2006  | 2010  |
| ----- | ----- | ----- | ----- | ----- | ----- | ----- | ----- | ----- |
| 1 329 | 1 378 | 1 501 | 1 617 | 1 505 | 1 612 | 1 604 | 1 616 | 1 653 |

| 2015  | 2020  | 2022  | - | - | - | - | - | - |
| ----- | ----- | ----- | - | - | - | - | - | - |
| 1 549 | 1 588 | 1 580 | - | - | - | - | - | - |

### Enseignement
Rattachée à l'académie de Dijon, la commune héberge de nombreux établissements scolaires sur son territoire.

#### Enseignement primaire
Deux écoles d'enseignement primaire :
- l'école maternelle publique de Cuisery présente pour l'année scolaire 2017-2018 un effectif de quarante-deux élèves[56] ;
- l'école primaire publique de Cuisery présente pour l'année scolaire 2017-2018 un effectif de quatre-vingt-dix élèves[57] ;
- l'école privée Sainte-Marie a fermé en 2012.

#### Enseignement secondaire
Le collège les Dimes présente un effectif de 450 élèves.

### Équipement sanitaire et social
L'EHPAD Les Bords de Seille est une maison de retraite publique présentant un effectif de 120 lits en hébergement permanent.

### Médias

#### Presse locale
- Le Journal de Saône-et-Loire est un quotidien régional français diffusé en Saône-et-Loire, dont le siège se trouve à Chalon-sur-Saône. Les abonnés et les acheteurs réguliers de ce journal demeurant dans le territoire de Cuisery, et de ses communes voisines, reçoivent l'édition de Louhans dénommée, « JSL-La Bresse »[59].

### Cultes
L'église de Cuisery dépend de la paroisse « Saint-Jean-Baptiste-en-Bresse » qui regroupe 14 églises situées dans les arrondissements de Louhans et de Chalon-sur-Saône. Cette paroisse dépend au niveau diocésain de l'évêché d'Autun.

## Économie

### Les différents secteurs économiques

#### L'industrie et l'artisanat
- Le parc d'activités du Bois Bernoux

Il s'agit d'une zone industrielle de 75 hectares qui accueillent plusieurs entreprises dans le secteur du transport, de la cuisine et de l'alimentaire, de l'ingénierie.

## Culture locale et patrimoine
Cuisery est le siège d'une société œuvrant dans les domaines de l'histoire et du patrimoine : la Société d’histoire de Cuisery et de ses environs, fondée en novembre 1974 à l'initiative de maître Paul Perrault (avec pour nom initial : Les Amis du vieux Cuisery et de sa châtellenie). Cette société publie un bulletin semestriel (n° 101 en janvier 2025).

### Lieux et monuments

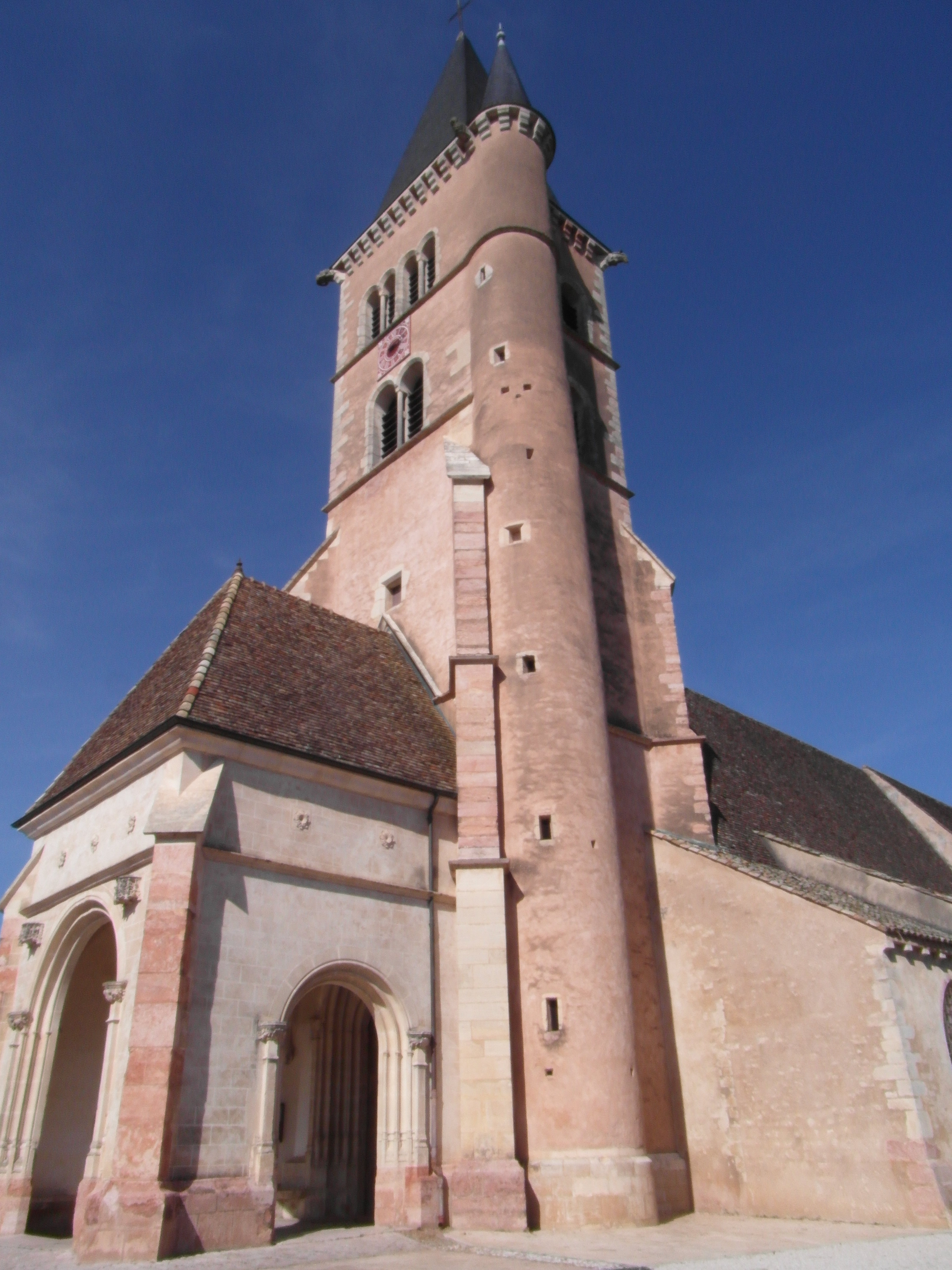
L'église Notre-Dame.

#### L'église Notre-Dame
Une bulle du pape datée de 1504 indique officiellement la date de construction de l'église à l'initiative de Jean de Lugny, bailli de Chalon, seigneur de la Grande Maison de Cuisery.
Cette église avec ses douze chapelles et son porche de type Renaissance, possède notamment un vitrail qui représente le cardinal Jean-Baptiste-François Pitra, un triptyque d'époque flamande du XVIe siècle ; ce triptyque a peut-être été réalisé par un peintre flamand établi à Tournus, Grégoire Guérard, neveu d'Érasme. S'y trouve aussi une toile intitulée Vision du bienheureux Joseph Hermann directement inspirée d'Antoon Van Dyck (classée MH le 8 juillet 1975). À la suite d'un don effectué par un paroissien, un petit orgue de huit jeux a été installé dans l’église. Cette orgue est une réplique, construite dans les années 1980, d’un modèle italien du XVIe siècle. Il a été installé par un organiste de Saint-Didier-sur-Chalaronne. Dans le clocher se trouvent deux cloches, dont une figure parmi les plus anciennes conservées dans le diocèse d'Autun : une cloche de 570 kg datant de la construction de l'édifice.
Cette église, curieusement située de façon excentrée dans le bourg et dominant la Seille, est la propriété de la commune, a été classée en qualité de monument historique dans sa totalité par arrêté du 9 août 1996.

#### La tour de Cuisery

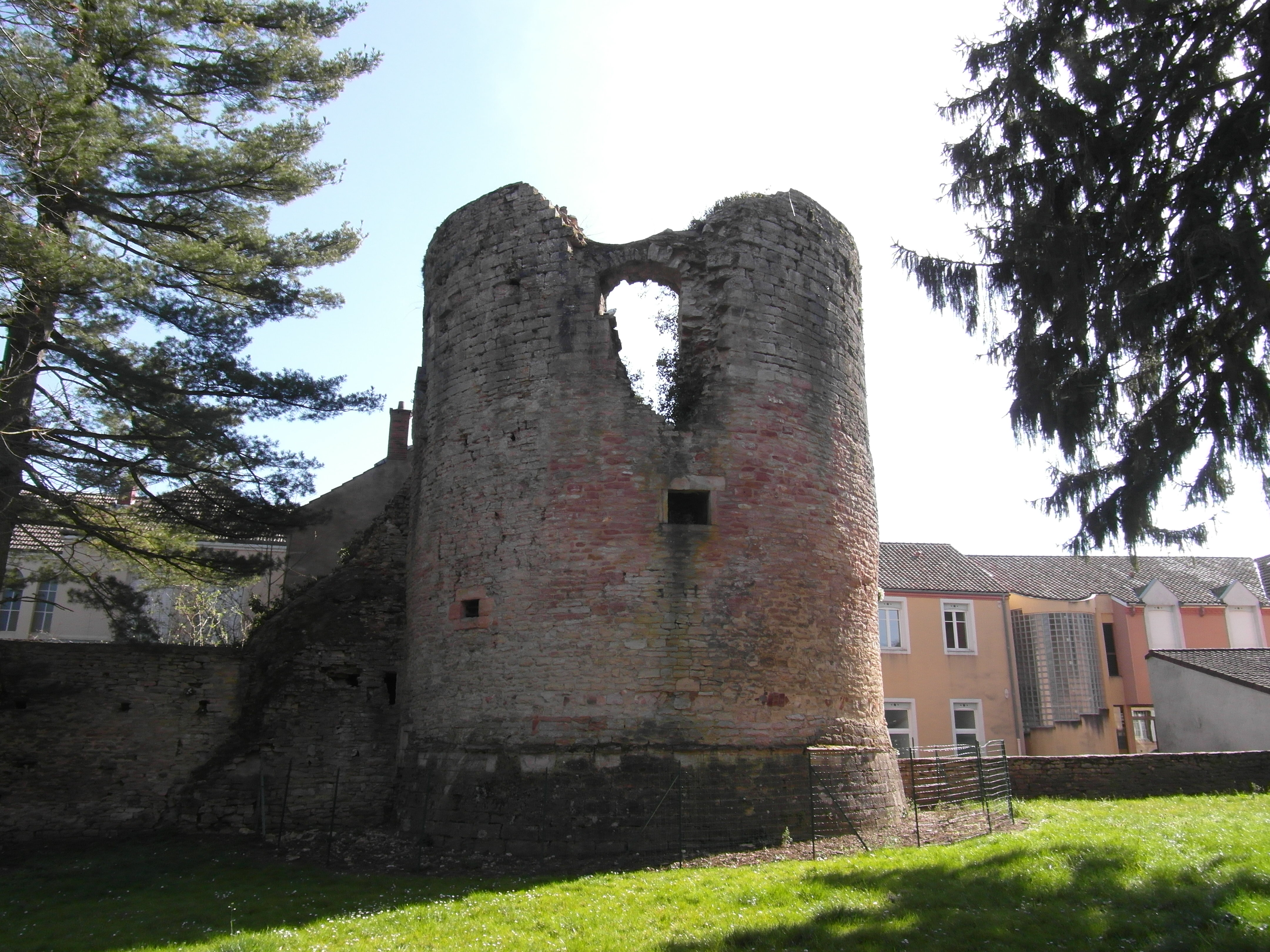
La Tour de Cuisery.

Située dans un parc, face à un belvédère qui domine la vallée de la Seille, juste à côté de l'église Notre-Dame, cette tour ruinée est le dernier vestige du château féodal des seigneurs de Bagé. En 1289, le comte de Savoie Amédée V cède la seigneurie de Cuisery au duc de Bourgogne Robert II.
La tour est enserrée dans le mur qui clôt le cimetière, ce dernier entourant l’église de Cuisery.

#### La chapelle Saint-Pierre
Située non loin de la Grande-rue, cette chapelle a été édifiée au XIe siècle et fut partiellement détruite lors de la construction des remparts et il n'en reste que le chœur. Le bâtiment accueille des expositions temporaires en cours d'année.

#### Notre-Dame et le cèdre de La Chaux
- La chapelle Notre-Dame

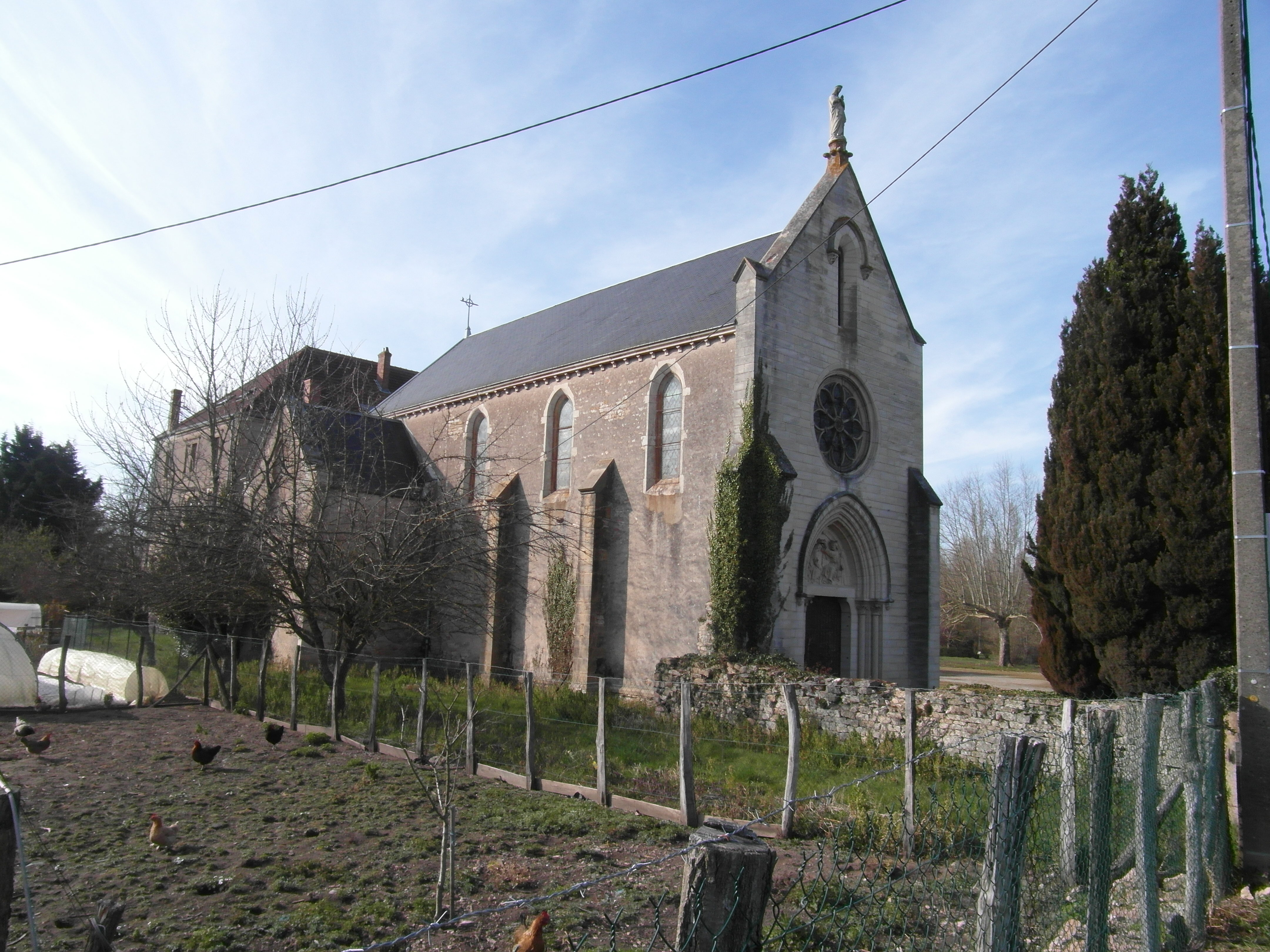
Notre-Dame de La Chaux.

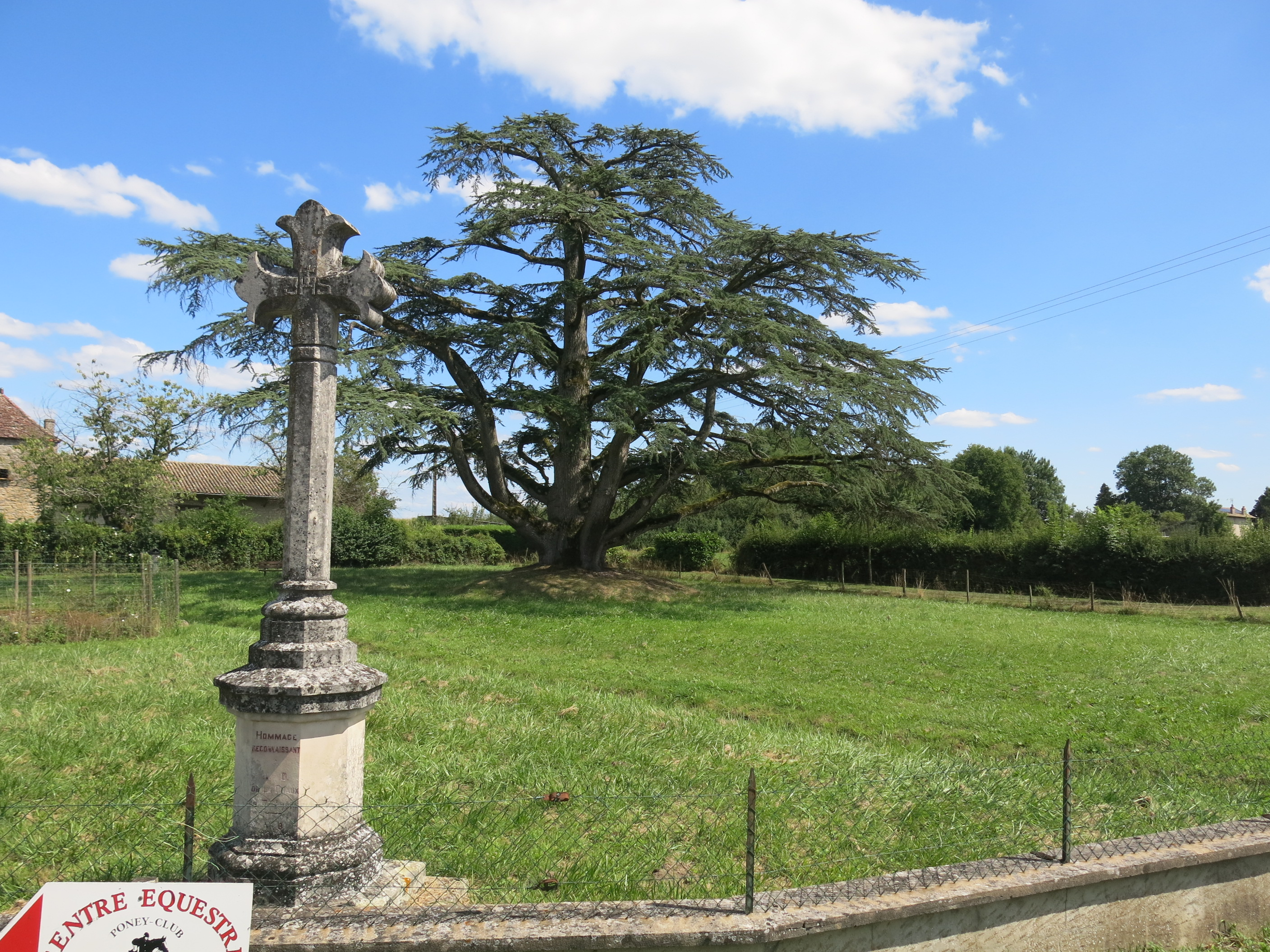
Le cèdre de La Chaux.

À l'origine, ce site fut un monastère de religieuses soumises à la règle mitigée de Saint Benoît. Le bâtiment de la Chapelle sera reconstruite en 1856.
- Le cèdre de La Chaux

C'est le botaniste français Bernard de Jussieu qui a apporté en France les premières graines de Cèdre du Liban en France. À son retour du Liban, il aurait semé cet arbre en 1734. Le second cèdre est au Jardin des plantes de Paris. Avec la pierre dite « Guenachère » de Saint-Émiland, le « Vieux Tilleul » de Sagy, la roche de Solutré et la roche dénommée « La Pierre-Qui-Croule » visible à Uchon, c'est le site ayant été le plus anciennement classé du département de Saône-et-Loire (par arrêté du 14 juin 1909).

#### Le château de Montrevost
Ce château est situé au sud du Bourg de Cuisery. Au Moyen Âge, il y avait un château féodal à l'emplacement du bâtiment actuel qui remonterait au XVIe siècle, date de fondation de la plus vieille tour. Cependant au cours des XVIIIe siècle et XIXe siècle, le château est restauré. Les travaux de la partie centrale, ainsi que l’aile gauche du bâtiment. Les trois tours construites sont des imitations du style du XVIe siècle.

#### Le château de la Batie
Ce château de style Louis XIII, entouré d'un parc, se trouve au hameau de Fontaines Couvertes. Il fut construit par Pierre-François Élisabeth Tiburce de Leullion de Thorigny.

#### Monument aux morts
Inauguré le 28 août 1921 devant la mairie, le monument aux morts de Cuisery, protégé au titre des Monuments historiques en 2016, résulte d'une délibération du 28 décembre 1919 par laquelle le conseil municipal décida du principe de l’érection d’un monument à la mémoire des enfants de la commune « morts pour la France ». Le monument, œuvre du sculpteur Pierre Curillon de Tournus, se compose d'un vaste massif maçonné, sculpté sur ses quatre faces. La vie des soldats au front y est représentée. Sur le côté nord, les soldats dans la tranchée. Sur l'arrière, la liste des morts au combat est entourée, à gauche, d'une évocation de l'arrière et de la fabrication des armes ; à droite, de l'aviation. Sur le côté sud, un blessé ou un soldat mort évacué du front. Sur l'avant du monument, une victoire et une frise de soldats partant au combat avec, à l'arrière plan, un char d'assaut et un bateau. Surmontant l'ensemble de ces diverses scènes, les noms des grandes zones de combats de la Première Guerre mondiale, de la mer du Nord jusqu'aux Dardanelles.

### Patrimoine culturel

#### Le village du livre

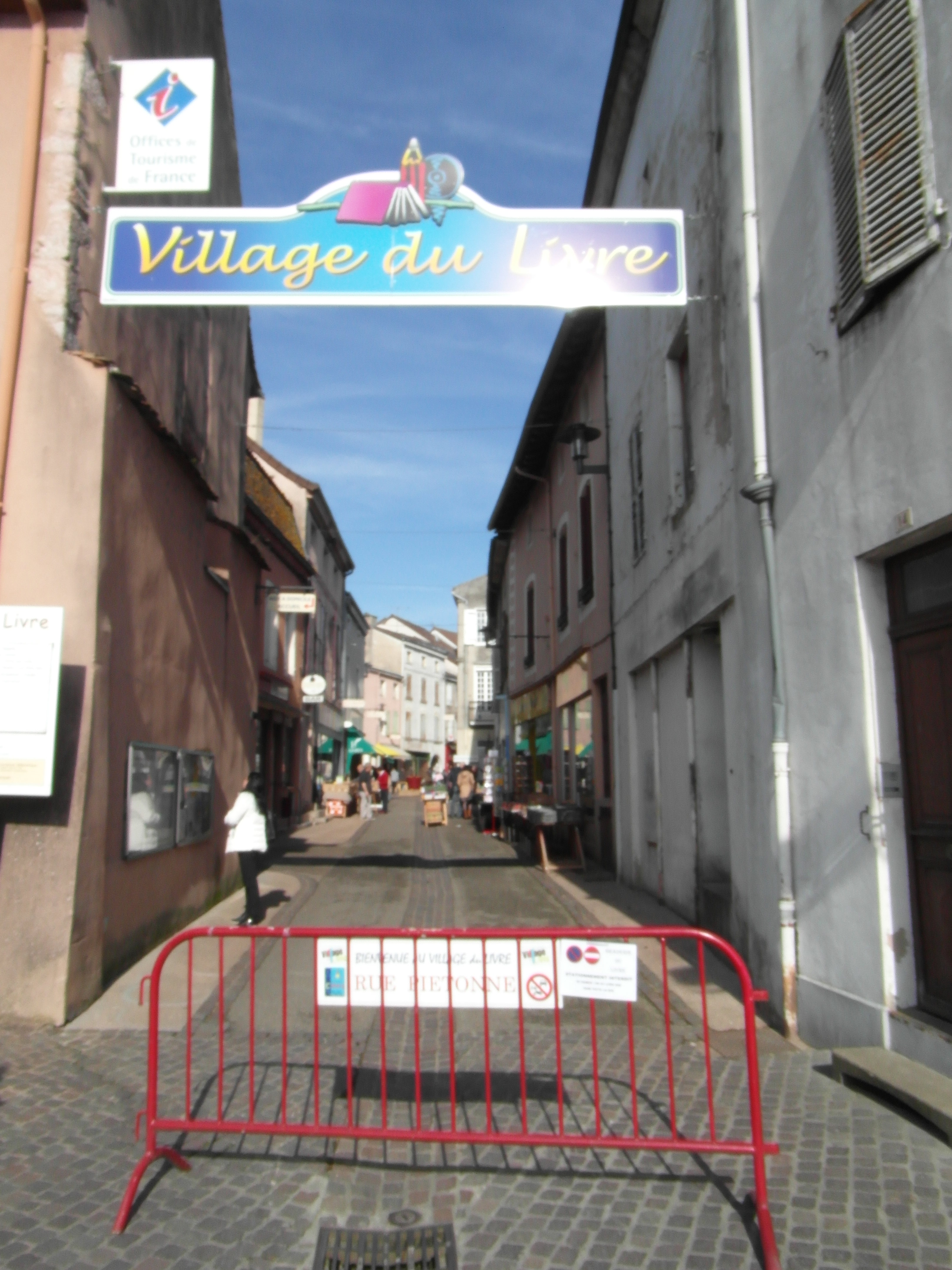
Cuisery, entrée de la Grande-Rue.

Cuisery est un des huit villages du Livre et des métiers du livre référencés en France par la Fédération des villages du livre en France créé en avril 2011. Cette fédération est elle-même rattachée à un groupement européen de 22 villages qui se sont consacrés aux livres et à la littérature et dénommés « Book town ». Le premier du genre fut effectivement britannique et basé dans la petite ville de Hay-on-Wye au Royaume-Uni, créé en 1963 par un libraire d'Oxford, Richard Booth. La réussite de cette initiative entraîna la création des autres villages.
Dès 1999, la Grande Rue de Cuisery s'est transformée avec la création de nouvelles enseignes, uniquement des librairies qui vont, peu à peu, remplacer des commerces traditionnels. Un  atelier dénommé Atelier Gutenberg propose des démonstrations de typographie et d'imprimerie à l'ancienne sur une copie de l'ancienne presse de Gutenberg. Tous les premiers dimanches du mois, le marché du livre accueille d'autres libraires venant de toute la région Bourgogne-Franche-Comté. Cette manifestation possède son propre site internet.

#### Le Centre Eden
Situé en face de l'église, le « Centre Eden » de Cuisery est un lieu à vocation pédagogique destiné à la connaissance de l'environnement local et plus particulièrement sur la biodiversité, le développement durable mais aussi le ciel et l'espace. La décision de créer une telle structure éducative résulte d'un souhait exprimé lors des états généraux de l'environnement organisés en 1993 par le conseil général de Saône-et-Loire, qui privilégia son implantation à Cuisery en raison de la proximité de la réserve naturelle nationale de La Truchère-Ratenelle et par l'existence d'un patrimoine à restaurer dans le village. Le centre accueille les élèves des écoles de la maternelle au lycée ou le grand public tout au long de l'année pour des visites libres ou guidées.
Un espace muséographique présente la diversité et la richesse des milieux naturels de la Bresse bourguignonne et un planétarium permet de découvrir les thèmes liés au ciel et à l'espace. Le site abrite également un parc de deux hectares. Certaines parties de ce parc sont entretenues et d’autres parties ont été volontairement maintenues en friches pour favoriser la biodiversité.

#### Le Pré de Charvet
Site de 12 hectares dont le conservatoire d'espaces naturels de Bourgogne est propriétaire et dont la labellisation « ENS 71 » par le département de Saône-et-Loire est en cours, pour préserver sa végétation et sa faune typiques des prairies humides : fritillaire pintade, nivéole d'été, blongios nain ou courlis cendré.

#### La Médiathèque-Bibliothèque
La bibliothèque de Cuisery est située rue de l’Église et abrite près de 15 000 documents.

### Patrimoine et traditions orales

#### La langue bressane

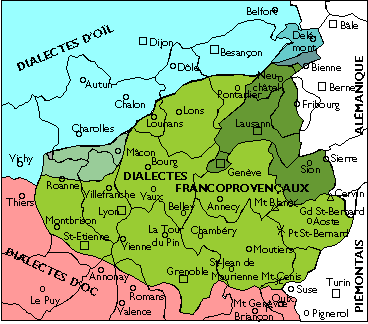
Cuisery se situe à la limite des zones dialectales de langues d'oil et des zones dialectales franco-provençales.

Le bressan est une langue locale ou un patois appartenant au domaine du francoprovençal (ou arpitan) qui est utilisé dans la Bresse dite savoyarde ou « Bresse du Sud », dans l'Ain, territoire savoyard devenu français en 1601), mais aussi dans le Sud de la Bresse bourguignonne au sud de Louhans, en Saône-et-Loire, dont la limite avec les parlers d'oïl suit presque le cours de la Seille, avec certaines communes situées au nord de ce cours d'eau qui relèvent entièrement ou partiellement du domaine des langues franco-provençales.
Cuisery et ses environs proches, telles que les paroisses de l'Abergement-de-Cuisery, Préty et Ratenelle correspondent donc linguistiquement à une zone de transition entre les langues d'oil et les dialectes - avec une certaine prédominance de la langue d'oïl pour des raisons historiques.

#### Contes et légendes locales
La Bresse avec la Seille, ses étangs, ses bois et ses brouillards récurrents a permis de construire des légendes avec comme personnages principaux des monstres ou autres diables, le plus connu étant la « Mérengueule », mais il existe également dans ses zones marécageuses des « Vouivres » ou « Vivres », sortes de fées qui se transforment en serpent et vivent dans l'eau des puits, des mares ou des fontaines. Celles-ci sont cependant bien différentes en description selon les communes et les cantons. Il existe également des légendes de dames blanches, de feux follets et autres esprits frappeurs.

### Personnalités liées à la commune
- Famille de Gaulle :

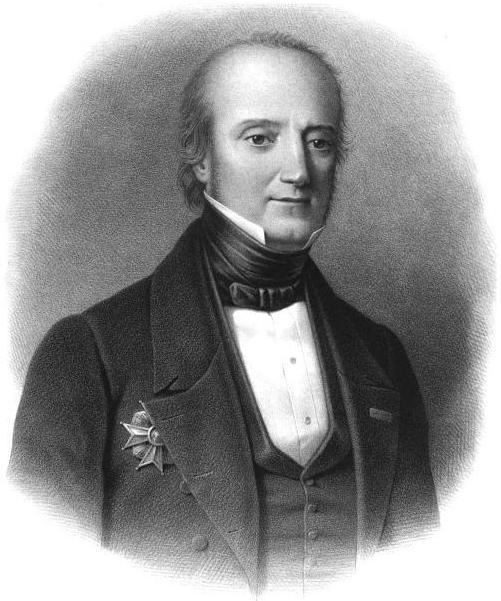
Le baron Jean Tupinier.

On trouve aux XVIe et XVIIe siècles, en Bourgogne, une famille (de) Gaul(l)e(s) anoblie en 1571, dont des « capitaines-châtelains » de Cuisery, un délégué du bailliage de Châlon-sur-Saône aux états généraux de Blois en 1576 ou encore un conseiller au parlement de Bourgogne au début du XVIIe siecle,,,. Les aïeux du général de Gaulle empruntèrent leurs armes parlantes à ces homonymes. Sculpté sur une pierre du porche de l'église Notre-Dame de Cuisery, le blason de Gaulle est toujours visible ; en avril 1959, Charles de Gaulle, président de la République, fit un détour lors d'un de ses voyages officiels pour visiter l'église.
- Marie Guillaume Daumas (1763-1838), général des armées de la République et de l'Empire.
- Jules Bourcier (1797-1873), ornithologue.
- François L'Huillier de Hoff (1759-1837), général des armées de la République et de l'Empire y est né.
- Les Tupinier père et fils :
  - Jean Tupinier (1753-1816) homme de loi et juge-bailli de Tournus, membre du Directoire du Département ;
  - Jean Tupinier, baron, (1779-1850) après l'École polytechnique, il entre dans le Génie maritime et sera ministre de la Marine sous Louis-Philippe Ier. Auteur d'ouvrages techniques et de mémoires sur le génie maritime.
- Gaston Bussière, peintre symboliste et illustrateur, notamment de Balzac, Gautier et Flaubert.
- Henri Reynaud, né à Bourdon (Puy-de-Dôme) en 1854 et décédé à Cuisery en 1919, graveur, dont le musée Greuze de Tournus conserve quatorze gravures[87].
- Sophie Roger, Miss Bourgogne 1994 et 4ème dauphine de Miss France 1995.

## Anecdotes
Cuisery est citée dans le sketch Les Patelins de Chevallier et Laspalès.

## Pour approfondir